# Захеди, Фазлолла
Фазлолла Захеди (1897 — 2 сентября 1963, Женева) — государственный и политический деятель Ирана, корпусный генерал, крупный помещик.

## Биография
Сын богатого землевладельца, потомок суфийских мистиков шейхов Захида Гилани и Сефи-ад-дина Ардабили, а также правителя Карим-хана Зенда (что делало его дальним родственником Мохаммеда Мосаддыка). 
После окончания военного училища служил в персидской казачьей бригаде.
В 1925—1926 гг. командовал бригадой в Реште.
В 1927—1935 гг. Ф. Захеди — начальник жандармерии.
В 1941 году — командующий исфаханской дивизией. 
За сотрудничество с немецкими агентами во время Второй мировой войны был в ходе операции под кодовым названием PONGO арестован британским офицером Фицроем Маклином в 1943 году и выслан на 3 года в Палестину. Англичане подозревали, что Захеди в сговоре с нацистами планировал всеобщее восстание и подстёгивал народное недовольство, скапливая зерно и тем самым повышая дефицит и цены. При обыске его спальни были обнаружены «коллекция автоматического оружия немецкого производства, много шёлкового нижнего белья, немного опиума, иллюстрированный реестр проституток Исфахана» и переписка с местным немецким агентом.

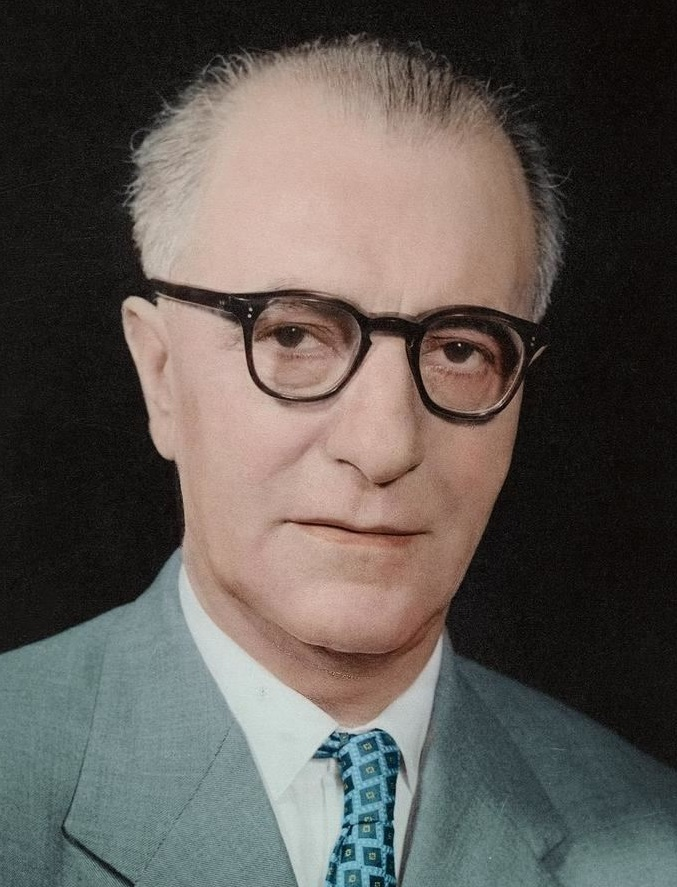

В 1947—1949 гг. проживал во Франции. В 1949 году назначен начальником полиции Ирана. В 1951 — министр внутренних дел, в апреле 1953 года — министр иностранных дел. Хотя первоначально высказывался в поддержку политики премьер-министра Мосаддыка по национализации нефтегазового сектора, однако на почве собственного антикоммунизма подчёркивал разногласия с главой правительства. Захеди был уволен премьер-министром Мосаддыком из руководства МВД после кровавого подавления протестующих за национализацию в середине 1951 года, в ходе которого 20 человек были убиты и 2000 ранены.
Являлся одним из руководителей государственного переворота в августе 1953 года, когда было свергнуто правительство Мосаддыка;  уже в ходе первой неудачной попытки переворота шах Мохаммед Реза Пехлеви подписал указ о назначении его во главе правительства. В 1953—1955 гг. — премьер-министр Ирана; затем постоянный представитель Ирана при европейском отделе ООН.
Сын генерала Захеди — Ардешир Захеди — был видным государственным деятелем, министром иностранных дел и послом в США при правлении Мохаммеда Резы Пехлеви.

## Награды
- Орден Зульфикара 3 степени
- Большая лента ордена Короны (Иран)
- Памятный знак «Третьего эсфанада»
- Орден Сепах
- Орден Лиякат